# Nekrolog
Nekrolog est une œuvre pour orchestre écrite par Arvo Pärt, compositeur estonien associé au mouvement de musique minimaliste.

## Historique
Composée en 1960, c'est avec Nekrolog qu'Arvo Pärt s'initie à la technique sérielle. Il est le premier compositeur estonien à le faire, ce qui lui a valu de vives critiques pour cette adhésion au « formalisme » et à la décadence en provenance des pays capitalistes.
La première exécution publique a lieu en mars 1961 à Moscou par l'Orchestre symphonique de la radio de Moscou sous la direction de Roman Matsov.
L'œuvre est dédiée aux victimes du fascisme.

## Structure
En un seul mouvement d'une durée d'environ dix minutes.

## Discographie
Discographie non exhaustive.
- Sur le disque 20th Century Russian Music, par le Deutsche Staatsphilharmonie Rheinland-Pfalz dirigé par John Carewe, chez Melisma (1996)
- Sur le disque Pärt, Tubin & Tüür: Searching for roots, par l'Orchestre philharmonique royal de Stockholm dirigé par Paavo Järvi, chez Virgin Classics (1997)